# Franck Semou
Tanoh Franck Boris Semou (Copenaghen, 25 agosto 1992) è un calciatore danese, centrocampista del Gentofte.

## Carriera

### Club

#### Hvidovre
Dopo aver giocato nelle giovanili del KB, è entrato in quelle dell'AB. Passato all'Hvidovre nel 2008, ha militato in squadra per due stagioni, passate entrambe nella 1. Division, secondo livello del campionato danese: in questo biennio ha totalizzato 39 presenze e una rete.

#### Brøndby
Nel 2010 è stato ingaggiato dal Brøndby ed è stato aggregato alla formazione giovanile della squadra. Nella stagione seguente è stato promosso in prima squadra ed ha esordito nella Superligaen in data 31 luglio 2011, sostituendo Mike Jensen nella sconfitta casalinga per 1-4 contro l'Horsens. A febbraio 2013, durante il ritiro in Turchia programmato nella pausa del campionato danese, ha subito un grave infortunio che lo ha tenuto lontano dai campi per 8 mesi. Ciò nonostante, il 5 marzo ha rinnovato il contratto che lo legava al club fino al 30 giugno 2014. Complessivamente, è rimasto in forza al Brøndby per tre stagioni e mezzo, totalizzando 26 presenze nella massima divisione danese.

#### AB
Il 31 gennaio 2014 è passato all'AB, nella 1. Division, con la formula del prestito. Ha debuttato con questa maglia il 27 aprile successivo, sostituendo Andreas Baes nel successo per 3-0 sull'Hobro. In questa porzione di stagione disputata con l'AB, ha totalizzato 8 presenze senza mai andare a segno.

#### Svebølle e la Norvegia
Il 14 luglio 2014, senza contratto, è stato ingaggiato dallo Svebølle, formazione militante nella 2. Division.
Il 21 gennaio 2015, i norvegesi del Brumunddal hanno comunicato ufficialmente l'ingaggio di Semou, che si sarebbe aggregato alla nuova squadra a partire dal 1º febbraio successivo.
Il 17 ottobre 2015, l'HamKam ha reso noto d'aver tesserato il giocatore, che si sarebbe unito al resto della squadra a partire dal 1º gennaio 2016. L'8 novembre 2017, l'HamKam ha reso noto che il contratto del calciatore, in scadenza al 31 dicembre, non sarebbe stato rinnovato.

### Nazionale
Semou ha rappresentato la Danimarca a livello Under-17, Under-18, Under-19 ed Under-20. Ha debuttato per la selezione Under-20 in data 29 febbraio 2012, schierato titolare nella sconfitta per 3-0 in un'amichevole contro l'Olanda, disputata a Spakenburg.

## Statistiche

### Presenze e reti nei club
Statistiche aggiornate al 27 ottobre 2017.
| Stagione        | Club            | Campionato      | Campionato | Campionato | Coppe nazionali | Coppe nazionali | Coppe nazionali | Coppe continentali | Coppe continentali | Coppe continentali | Supercoppe | Supercoppe | Supercoppe | Totale | Totale |
| Stagione        | Club            | Comp            | Pres       | Reti       | Comp            | Pres            | Reti            | Comp               | Pres               | Reti               | Comp       | Pres       | Reti       | Pres   | Reti   |
| --------------- | --------------- | --------------- | ---------- | ---------- | --------------- | --------------- | --------------- | ------------------ | ------------------ | ------------------ | ---------- | ---------- | ---------- | ------ | ------ |
| 2008-2009       | Hvidovre        | 1D              | 18         | 0          | CD              | ?               | ?               | -                  | -                  | -                  | -          | -          | -          | 18+    | 0+     |
| 2009-2010       | Hvidovre        | 1D              | 21         | 1          | CD              | ?               | ?               | -                  | -                  | -                  | -          | -          | -          | 21+    | 1+     |
| Totale Hvidovre | Totale Hvidovre | Totale Hvidovre | 39         | 1          |                 | ?               | ?               |                    | -                  | -                  |            | -          | -          | 39+    | 1+     |
| 2011-2012       | Brøndby         | SL              | 10         | 0          | CD              | 0               | 0               | UEL                | 0                  | 0                  | -          | -          | -          | 10     | 0      |
| 2012-2013       | Brøndby         | SL              | 16         | 0          | CD              | 1               | 0               | -                  | -                  | -                  | -          | -          | -          | 17     | 0      |
| 2013-gen. 2014  | Brøndby         | SL              | 0          | 0          | CD              | 0               | 0               | -                  | -                  | -                  | -          | -          | -          | 0      | 0      |
| Totale Brøndby  | Totale Brøndby  | Totale Brøndby  | 26         | 0          |                 | 1               | 0               |                    | 0                  | 0                  |            | -          | -          | 27     | 0      |
| gen.-giu. 2014  | AB              | 1D              | 8          | 0          | CD              | -               | -               | -                  | -                  | -                  | -          | -          | -          | 8      | 0      |
| 2014-gen. 2015  | Svebølle        | 2D              | ?          | ?          | CD              | ?               | ?               | -                  | -                  | -                  | -          | -          | -          | ?      | ?      |
| 2015            | Brumunddal      | 2D              | 22         | 6          | CN              | 1               | 0               | -                  | -                  | -                  | -          | -          | -          | 23     | 6      |
| 2016            | HamKam          | 2D              | 21         | 4          | CN              | 1               | 0               | -                  | -                  | -                  | -          | -          | -          | 22     | 4      |
| 2017            | HamKam          | 2D              | 10         | 0          | CN              | 1               | 0               | -                  | -                  | -                  | -          | -          | -          | 11     | 0      |
| Totale HamKam   | Totale HamKam   | Totale HamKam   | 31         | 4          |                 | 2               | 0               |                    | -                  | -                  |            | -          | -          | 33     | 4      |
| Totale          | Totale          | Totale          | 126        | 11         |                 | 4+              | 0+              |                    | 0                  | 0                  |            | -          | -          | 130+   | 11+    |